# Power Rangers Zeo: Full Tilt Battle Pinball
Power Rangers Zeo: Full Tilt Battle Pinball (Power Rangers Pinball en Japón) es un videojuego de pinball de 1996 desarrollado por Bandai America y publicado por KAZe exclusivo para PlayStation.

## Sinopsis
Mientras está en el Centro de Comando, Alpha recibe una alerta de que los monstruos del Imperio de las Máquinas están atacando las principales ciudades de la Tierra. Depende del jugador ayudar a los Zeo Rangers con sus habilidades de pinball para salvar el día.

## Jugabilidad
Como la mayoría de los juegos de pinball, el objetivo es golpear los parachoques y los objetivos para obtener una puntuación alta. Sin embargo, hay una variación ya que cada "etapa" tiene un monstruo que debe ser derrotado para avanzar a la siguiente mesa de pinball activando objetivos específicos. Una vez derrotado, el jugador debe enviar su bola a una ranura específica para "transformarse" a la siguiente etapa. Los jugadores también pueden apuntar a Cogs y los monstruos adicionales ocasionales que actúan como parachoques de reaparición en la mesa para obtener puntos.
Si aparece un Zeo Megazord Head giratorio, el jugador debe golpearlo, esperar a que vuelva a aparecer y luego golpearlo 4 veces más para obtener el modo Activar Megazord para derrotar rápidamente al monstruo en una escena y salir del escenario. En la etapa de Italia, el encendido convoca al Red Battlezord para derribar la puerta para que el jugador pueda llegar a la salida.

## Etapas

### Etapa 1: Nueva York, Estados Unidos
- Nueva York - Jefe: Hosehead
- Play Land - Jefe: Pumpkin Sorcerer
- Estadio Yankee - Jefe: Staroid

### Etapa 2: Asia
- China - Jefe: Leaky Faucet
- Templo

### Etapa 3: África
- Jungla africana - Jefe: Nave del Imperio de las Máquinas
- Templo egipcio

### Etapa 4: Europa
- Italia
- Coliseo romano - Jefe: Nave del Imperio de las Máquinas

### Etapa 5: Polo Norte
- Nave del Imperio de las Máquinas - Jefe: Silo
- Base del Imperio de las Máquinas - Jefe: Prince Sprocket
- Base del Imperio de las Máquinas - Jefe: King Mondo

## Recepción
GameSpot escribió: "Pinball es una de esas cosas que no puedes llegar a amar. Tienes que tener una afinidad natural por las aletas, los parachoques de goma y las bolas de acero. Las puntuaciones deben ser más importantes que los nuevos niveles; en resumen, tienes que ser un cabeza de alfiler total. O en el caso de este juego, un cabeza de alfiler que también es fanático de los Power Rangers".